# Barão de Retiro
 (octobre 2022).
Pour les articles homonymes, voir Barao.
Barão do Retiro est un titre noble brésilien créé par Pierre II (empereur du Brésil), par décret du 11 août 1889, en faveur de Geraldo Augusto de Resende,,.